# Локальный стандарт покоя
Локальный стандарт покоя (ЛСП или LSR) (астрон.) — точка в пространстве, задающая начало системы координат в звёздной астрономии. Необходимость введения понятия стандарт покоя вызвана отсутствием в космосе «жёсткой» системы координат, относительно которой можно описывать движение Солнца и окружающей его группы звёзд друг относительно друга. Различают динамический и кинематический стандарт покоя.
Динамический ЛСП (LSRD) — точка в окрестности Солнца, которая движется равномерно по круговой орбите вокруг центра Галактики в том же направлении, что и Солнце. Движение Солнца относительно динамического ЛСП называется пекулярным движением Солнца. Скорость и направление движения Солнца меняются в зависимости от определения стандарта покоя и могут быть округленно приняты: V = 16,6 км/с в направлении α = 17h, δ = 28°. Направление движения Солнца называется апекс. Т.о., апекс пекулярного движения Солнца находится в созвездии Геркулес.
Кинематический ЛСП (LSRK) — точка в окрестности Солнца, скорость которой равна средней скорости звёзд, населяющих эту окрестность. Стандарт покоя определяется для конкретного каталога звёзд или звёздной популяции, в зависимости от поставленной задачи. Движение Солнца относительно звёзд спектральных классов от A до G «Общего каталога лучевых скоростей» (англ. General Catalog of Radial Velocities) вне зависимости от класса светимости называется стандартным движением Солнца. Это движение характеризуется скоростью (19,7 ± 0,5) км/с в направлении α = 18h, δ = +30° для эпохи 1900.0 (галактические координаты l = 57°, b = +22°). Апекс этого движения находится также в созвездии Геркулес, почти на границе с созвездием Лира. Движение Солнца относительно близких звезд называют основным. Скорость основного движения Солнца составляет 15,5 км/с и направлена в направлении α = 17h40m, δ = +21° для эпохи 1900.0 (галактические координаты l = 45°, b = +24°)
Кинематический ЛСП в отечественной литературе часто называется центроидом группы звезд. Таким образом проводится параллель с центром масс системы. Массы звезд в подавляющем большинстве случаев неизвестны. Центроид можно считать центром масс при условии, что все звезды данной группы имеют одинаковую массу.